# Arrondissement de Sternberg-en-Nouvelle-Marche
L'arrondissement de Sternberg est jusqu'en 1873 un arrondissement du district de Francfort de la province prussienne de Brandebourg. Le siège de l'arrondissement est à Zielenzig jusqu'en 1852 puis à Drossen.

## Histoire

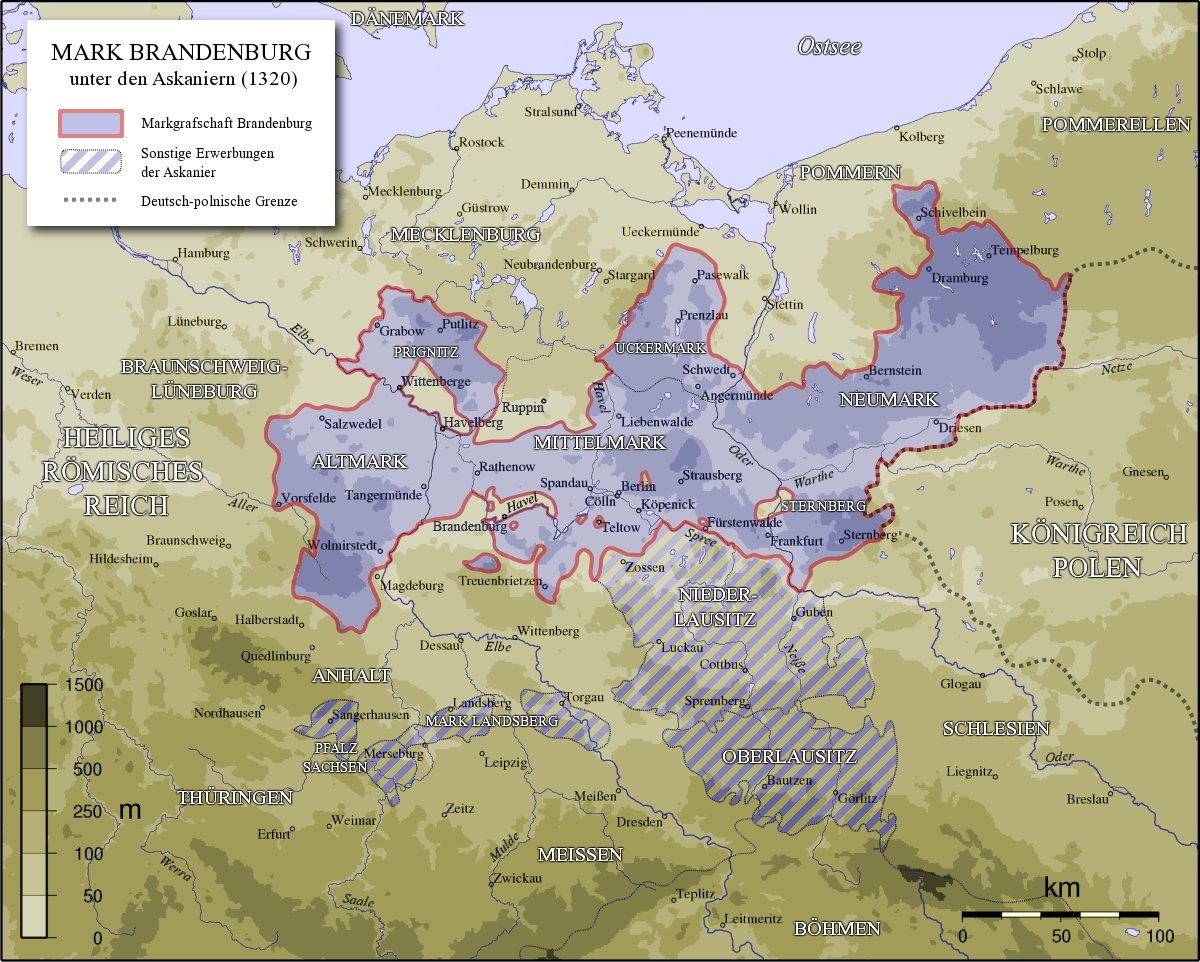
La marche de Brandebourg à la fin du Moyen Âge avec la région et la ville de Sternberg au sud de la Nouvelle-Marche, à l'est de l'Oder et au sud de la Warthe.

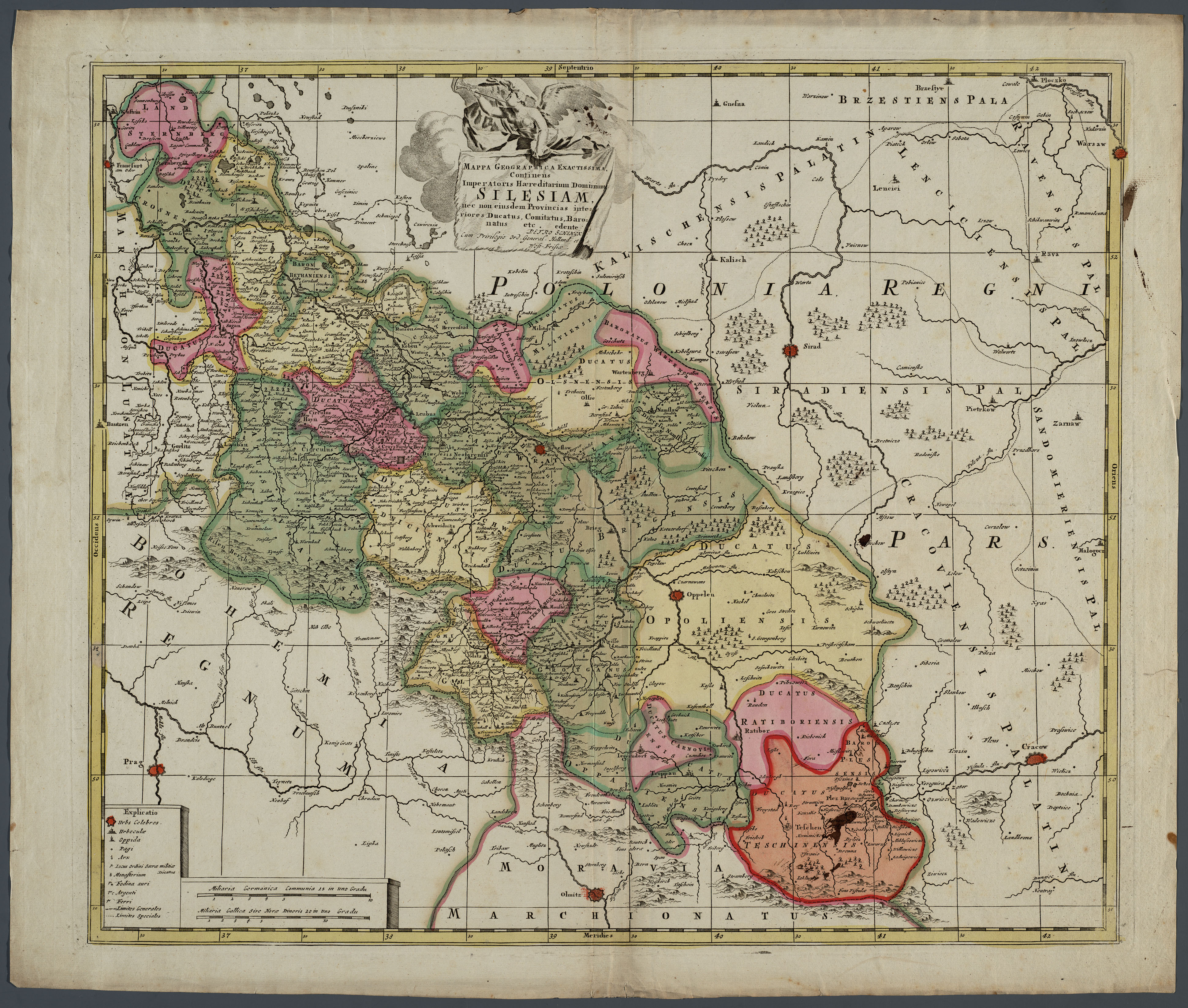
Pays de Sternberg, carte de la Silésie par Petrus Schenk, 1710

### Pays de Sternberg
En 1313, le « pays de Sternberg » est mentionné pour la première fois. Nommé après la place forte de Sternberg (Torzym), il couvrait les domaines de l'ancien pays de Lubusz à l'est de l'Oder, qui ont été incorporés dans la Nouvelle-Marche du Brandebourg au milieu du XIIIe siècle. De 1535 à 1571, le territoire appartient au domaine du margrave Jean de Küstrin.

### Arrondissement de Sternberg
Au cours des XVIIe et XVIIIe siècles, une division en arrondissements apparaît dans la Marche de Brandebourg. En 1747, l'arrondissement de Sternberg est désigné comme l'un des arrondissements dits incorporés de la Nouvelle-Marche,
Dans le cadre de la formation des provinces et des districts en Prusse, une réforme de l'arrondissement a lieu dans le district de Francfort en 1816, dans laquelle les limites de l'arrondissement sont modifiées comme suit : 
- La ville de Göritz et les communes de Bischofsee, Drenzig, Frauendorf, Gohlitz, Kohlow, Kunersdorf, Lässig, Leissow, Groß et Klein Lübbichow, Neuendorf, Ötscher, Groß et Klein Rade, Reipzig, Schwetig, Seefeld, Spudlow, Stenzig, Storkow, Trettin, Tschernow, Zerbow, Zohlow et Zweinert sont transférés dans le nouveau arrondissement de Francfort-sur-l'Oder (de).
- La ville de Schermeisel et ses environs sont déplacés du grand-duché de Posen vers l'arrondissement de Sternberg.

Les communes que l'arrondissement de Sternberg a données à l'arrondissement de Francfort en 1816 reviennent à l'arrondissement de Sternberg en 1836 après la dissolution de l'arrondissement de Francfort en 1826 et ces communes appartiennent à l'arrondissement de Lebus (de) de 1826 à 1836.

### Division en arrondissements de Sternberg-Ouest et Est
L'arrondissement de Sternberg est divisé en arrondissements de Sternberg-Est et de Sternberg-Ouest en 1873

## Évolution de la démographie
| Année | Habitants | Source |
| ----- | --------- | ------ |
| 1750  | 28 132    | [ 8 ]  |
| 1796  | 40 974    | [ 9 ]  |
| 1816  | 36 341    | [ 10 ] |
| 1840  | 69 386    | [ 11 ] |
| 1871  | 91 918    | [ 12 ] |

## Administrateurs de l'arrondissement
- 0000–1742: Joachim Bernhard von Selchow
- 1744–1749: Alexander Ludwig von Selchow
- 1749–1784: Hans Friedrich von Winning
- 1784–1789: Otto Franz von Wesenbeck
- 1790–1816: Carl Sigismund von Kalckreuth
- 1816–1818: von Kalkreuth
- 1818–1851: von Sydow
- 1851–1873: Otto von der Hagen

## Villes et communes
En 1871, les villes et communes suivantes appartiennent à l'arorndissement de Sternberg : 
| - Albrechtsbruch - Alt Limmritz - Altona - Anapolis - Arensdorf - Aurith (de) - Balkow - Beatenwalde - Beaulieu - Beelitz - Bergen - Biberteich - Bischofsee - Bottschow - Breesen - Brenkenhofsfleiß - Buchholz - Burschen - Ceylon - Dammbusch - Döbbernitz - Drenzig - Drossen, ville - Ernestinenberg - Florida - Frauendorf - Freiberg - Friedrichswille - Gartow - Glauschdorf - Gleißen - Gohlitz - Görbitsch - Göritz (Oder), ville - Grabow - Gräden - Grimnitz - Grochow | - Groß Friedrich - Groß Gandern - Groß Kirschbaum - Groß Lübbichow - Groß Rade - Grunow bei Drossen - Grunow bei Lagow - Hammer - Hampshire - Havannah - Heinersdorf - Herzogswalde - Hildesheim - Jamaika - Kemnath - Klauswalde - Klein Gandern - Klein Kirschbaum - Klein Lübbichow - Klein Rade - Kloppitz - Kohlow - Költschen - Königswalde, ville - Koritten - Korsika - Kräsem - Kriescht - Kunersdorf - Kunitz - Lagow - Langenfeld - Langenpfuhl - Lässig - Laubow - Leichholz - Leissow - Lieben | - Lindow - Louisa - Malkendorf - Malsow - Malta - Mannheim - Maryland - Matschdorf - Mauskow - Meekow - Melschnitz - Neu Dresden - Neu Lagow - Neu Limmritz - Neudorf - Neuendorf - Neuwalde - Ögnitz - Osterwalde - Ostrow - Ötscher - Pennsylvanien - Petersdorf - Philadelphia - Pinnow - Polenzig - Priebrow - Quebeck - Radach - Rampitz - Rauden - Reichen - Reichenwalde - Reipzig - Reppen, ville - Sandow - Saint-Jean - Säpzig | - Saratoga - Savannah - Schartowsthal - Scheiblersburg - Schermeisel - Schmagorei - Schönow - Schönwalde - Schwetig - Seefeld - Seeren - Selchow - Sonnenburg, ville - Sophienwalde - Spiegelberg - Spudlow - Stenzig - Sternberg, ville - Storkow - Streitwalde - Stuttgardt - Sumatra - Tauerzig - Tempel - Tornow - Trebow - Trettin - Tschernow - Wallwitz - Wandern - Wildenhagen - Woxfelde - Zerbow - Ziebingen - Zielenzig, ville - Zohlow - Zweinert |

## Personnalités liées à l'arrondissement
- Gustav Meyer (1816-1877), architecte né à Frauendorf